# Попович Олег Петрович
Оле́г Петро́вич Попо́вич (6 грудня 1983, с. Лютівка, Золочівський район, Харківська область, Українська РСР — 27 серпня 2016, смт Луганське, Бахмутський район, Донецька область, Україна) — солдат Збройних сил України, учасник війни на сході України, оператор (54-та окрема механізована бригада).
Загинув у бою.
Похований у смт Мала Далинівка, Дергачівський район, Харківська область.
По смерті залишилися: донька, мати та старший брат.
Був у шлюбі з Таміліною Наталією у котрих народилася дівчинка - Попович Таїсія Олегівна.

## Нагороди
Указом Президента України № 58/2017 від 10 березня 2017 року «за особисту мужність, виявлену у захисті державного суверенітету та територіальної цілісності України, самовіддане виконання військового обов'язку» нагороджений орденом «За мужність» III ступеня (посмертно).